# Парньи-ле-Буа
Парньи́-ле-Буа́ (фр. Pargny-les-Bois) — коммуна во Франции, находится в регионе Пикардия. Департамент коммуны — Эна. Входит в состав кантона Марль. Округ коммуны — Лан.
Код INSEE коммуны — 02591.

## Население
Население коммуны на 2010 год составляло 136 человек.
| 1962 | 1968 | 1975 | 1982 | 1990 | 1999 | 2010 |
| ---- | ---- | ---- | ---- | ---- | ---- | ---- |
| 144  | 153  | 161  | 139  | 153  | 137  | 136  |

## Экономика
В 2010 году среди 97 человек трудоспособного возраста (15—64 лет) 75 были экономически активными, 22 — неактивными (показатель активности — 77,3 %, в 1999 году было 76,4 %). Из 75 активных жителей работали 72 человека (40 мужчин и 32 женщины), безработных было 3 (2 мужчин и 1 женщина). Среди 22 неактивных 5 человек были учениками или студентами, 7 — пенсионерами, 10 были неактивными по другим причинам.